# 未婚化

日本の人口1000人あたり婚姻率の推移

未婚化（みこんか）とは、生涯において結婚を選択しないこと。結婚および出産のタイミングを遅らせる晩婚化（ばんこんか）と共に、少子化の主要因として未婚化・晩婚化と呼ばれることが多い。男性は年収が低くなるほどに生涯未婚率が高くなり、逆に女性は年収が高くなるほど生涯未婚率が上がる。そのため、特に若年男性の貧困化・男性間格差拡大は、未婚化と夫婦間の生涯子供数の減少に直結している。
| 国                       | 婚姻率 |
| ------------------------ | ------ |
| パレスチナ               | 10.0   |
| フィジー                 | 9.8    |
| エジプト                 | 9.6    |
| バハマ                   | 9.5    |
| ウズベキスタン           | 9.5    |
| キプロス                 | 8.9    |
| タジキスタン             | 8.9    |
| アルバニア               | 8.0    |
| モーリシャス             | 7.9    |
| キルギス                 | 7.8    |
| スリランカ               | 7.8    |
| モルドバ                 | 7.5    |
| カザフスタン             | 7.5    |
| イラン                   | 7.5    |
| グアム                   | 7.5    |
| ヨルダン                 | 6.9    |
| シンガポール             | 6.8    |
| ハンガリー               | 6.9    |
| バルバドス               | 6.7    |
| バミューダ諸島           | 6.7    |
| モンゴル                 | 6.6    |
| 香港                     | 6.6    |
| 北マケドニア共和国       | 6.5    |
| アゼルバイジャン         | 6.4    |
| ベラルーシ               | 6.4    |
| ジャマイカ               | 6.4    |
| ブラジル                 | 6.2    |
| イスラエル               | 6.2    |
| ジョージア               | 6.2    |
| リヒテンシュタイン       | 6.0    |
| ラトビア                 | 5.8    |
| ブルネイ                 | 5.9    |
| マレーシア               | 5.9    |
| ウクライナ               | 5.9    |
| トルコ                   | 5.9    |
| マカオ                   | 5.8    |
| リトアニア               | 5.7    |
| ボスニア・ヘルツェゴビナ | 5.6    |
| ガイアナ                 | 5.4    |
| モンテネグロ             | 5.3    |
| セルビア                 | 5.2    |
| キューバ                 | 5.2    |
| アルメニア               | 5.1    |
| アメリカ                 | 5.1    |
| アイスランド             | 5.0    |
| デンマーク               | 4.9    |
| ドミニカ共和国           | 4.9    |
| モナコ                   | 4.8    |
| キュラソー島             | 4.6    |
| アイルランド             | 4.5    |
| フランス領ポリネシア     | 4.5    |
| イギリス                 | 4.4    |
| エストニア               | 4.3    |
| プエルトリコ             | 4.3    |
| オーストリア             | 4.2    |
| ドイツ                   | 4.2    |
| グアテマラ               | 4.2    |
| スロバキア               | 4.2    |
| チェコ                   | 4.1    |
| 日本                     | 4.1    |
| ルーマニア               | 4.1    |
| フィンランド             | 4.0    |
| スイス                   | 4.0    |
| アンドラ                 | 3.9    |
| クロアチア               | 3.9    |
| ポーランド               | 3.9    |
| コスタリカ               | 3.8    |
| スウェーデン             | 3.8    |
| 韓国                     | 3.7    |
| ニュージーランド         | 3.6    |
| ノルウェー               | 3.6    |
| オーストラリア           | 3.5    |
| ブルガリア               | 3.5    |
| ギリシャ                 | 3.5    |
| クウェート               | 3.5    |
| ルクセンブルク           | 3.5    |
| オランダ                 | 3.5    |
| ベルギー                 | 3.4    |
| スリナム                 | 3.4    |
| チリ                     | 3.3    |
| メキシコ                 | 3.3    |
| ニューカレドニア         | 3.3    |
| パナマ                   | 3.3    |
| レユニオン               | 3.3    |
| スロベニア               | 3.2    |
| マン島                   | 3.2    |
| イタリア                 | 3.2    |
| フランス                 | 3.1    |
| マルタ                   | 3.1    |
| スペイン                 | 3.1    |
| アルゼンチン             | 2.9    |
| ポルトガル               | 2.9    |
| グアドループ             | 2.8    |
| マルティニーク           | 2.8    |
| ウルグアイ               | 2.8    |
| ベネズエラ               | 2.6    |
| ペルー                   | 2.5    |
| フランス領ギアナ         | 2.4    |
| カタール                 | 1.4    |

## 日本の状況

### 男女における所得と未婚率の関係・相違
日本における都道府県別のコホート研究においては、男性において、賃金の高さは未婚化を押し下げ、女性における失業率の高さは未婚化を引き上げる要因であることが示されている。特に若年男性における貧困化や格差拡大広がりが未婚率上昇と夫婦が生涯出産数の減に直結している。男性は所得が高いほど未婚率が低くなり、女性は所得が高いほど未婚率が高くなっている。低年収男性と高年収女性の生涯未婚率は、大きく伸長しており、男性ならば既婚も含めた平均年収400万円を下回る年収では生涯未婚率が高くなっていくのに対し、逆に女性は男女平均年収400万円よりも年収が高いほど生涯未婚率が大きく上昇している。高所得女性、特に1000万～1500万円の高年収未婚女性の8割が一都三県在住である。つまり、高年収の生涯未婚女性の大多数が「東京圏で働く女性」である。さらに京阪神や中京圏まで含めると、高年収の生涯未婚女性の95％以上が三大都市圏に在住しているといえる。一方で、生涯未婚率の高い、低年収男性は農山漁村や地方の小都市も含めて全国的に分散居住していることが分かっている。高所得女性が他の都道府県よりも圧倒的に多い東京都や近隣県は未婚女性のアリジゴクとも例えられている。

### 未婚率の推移・女性の社会進出と上昇婚姿勢との関係
江戸時代の男性人口は女性の2倍で男性余りで、江戸の町に住む男性の生涯未婚率は50%近くであった。彼等の多くは非正規労働者であった。明治時代から皆婚社会となった。国勢調査が始まった1920（大正9）年からのデータを見ても、未婚率は調査開始から1990年までは5％以下で推移していた。この圧倒的婚姻率(未婚率の低さ)が、1875年（明治8年）時点で3340万人であった日本国の人口を、1967（昭和42）年頃には1億人超えに急増させるほどの原動力となった。
第二次世界大戦後も、「男性の生涯未婚率」は1970年代までは安定して2%程度で推移し、1980年は2.60%であった。

#### 1990年代以降
しかし、1990年代にはバブル崩壊と経済不況、女性の社会進出と変わらない上昇婚姿勢が組み合わさり、1990年代半ば以降から結婚できない若者、生涯未婚率が増えていった。2000年頃の「男性の生涯未婚率」は10%未満、2000年代以降は年々上昇して2010年は20.14%、2015年は男性約23.27%、女性約14.6%、2022年は男性28.3%、女性17.8%である。将来は2035年に男性約29%、女性19%と推計され、以後も増加が予想される。平均初婚年齢も2010年に男性が30.5歳で、晩婚化、少子化、人口減少社会など難点が山積している
2000年代以降の日本は生涯未婚率が急激に上昇し、今後も上昇し続けることが予測されている。婚外子に対する抵抗が強い日本社会では、未婚化・晩婚化は必然的に少子化につながり、人口減少社会を招くこととなるため、少子化対策に関連して論じられることが多い。
2018年の40 - 59歳の未婚男女に「未婚でいる理由」（複数回答）を尋ねた調査で、男性は40、50代ともに「出会いがない」が最多で「経済的な事情」が続いた。40代女性は「出会いがない」が32％と最多で、「経済的な事情」を挙げる女性は全年代で10%未満であった。

## 生涯未婚率
生涯未婚率（しょうがいみこんりつ）は、日本政府が人口統計で用いる用語で、50歳時点で一度も結婚をしたことがない人間の割合を意味する。女性の出産可能年齢は初潮から閉経までの平均である15から49歳として、50歳未婚者で後年に結婚する者は僅少であることから、「45 - 49歳と50 - 54歳の未婚率の平均値」から算出する。2017年頃から、日本国政府の刊行物などは「生涯未婚率」に代えて「50歳時未婚率」の語を用いる。
非婚社会とともに発生した新たな共同生活の形と特に若年男性の貧困化や格差の広がりが未婚化と夫婦が生涯にもうける子供の数の減少に直結している。また、複数の独身者が一軒家やアパートなどを借り上げ、その家の各部屋でそれぞれが居住する「シェアハウス」や、部屋を共有する「ルームシェア」がある。

## 関連語彙
非婚社会（ひこんしゃかい）-結婚しない者が増える社会の形態を表す語である。
「未婚者」は結婚経験がない者、「独身者」は現在独身で配偶者と離別・死別した者を含む。
マレッジ・スクイーズ（結婚の圧迫、Marriage squeeze）-結婚適齢期における男女の人口が不均衡となっている状態である。中華人民共和国では長年の一人っ子政策により、1980年以降の出生者がマレッジ・スクイーズとなっており、今後10パーセント (%) 以上が未婚化して2040年までに4000 万人に達すると予想されている。